# XXXDial
Dial/XXXDial-E appelé aussi XXXDial, est un programme de type cheval de Troie et de sous-type composeur de numéro. Il lance des appels téléphoniques surtaxés donnant accès à des sites dont le contenu est en général destiné au public adulte.
Ce composeur téléphonique est détecté par la plupart des logiciels antivirus.
Il peut aussi être classé dans la catégorie spyware.
Les dialers ne fonctionnent qu'en RTC ; l'ADSL et le Haut débit par Câble sont donc immunisés contre les dialers.
Il est nettoyable avec un anti spyware.